# Білл Мастертон
Білл Мастертон (англ. Bill Masterton, нар. 13 серпня 1938, Вінніпег — пом. 15 січня 1968, Міннеаполіс) — канадський та американський хокеїст, що грав на позиції центрального нападника. Грав за збірну команду США.

## Біографія
Хокейну кар'єру розпочав 1955 року виступаючи за клуб Манітобської юніорської хокейної ліги «Св. Боніфатія Канадієнс». У складі «канадієнс» виступав у фінальному турнірі Меморіального кубка.
Згодом продовжив виступи за університетську команду «Денвер Пайнієр» у складі якого відіграв три сезони.
Свій перший контракт з професійним клубом «Галл-Оттава Канадієнс» уклав перед сезоном 1961/62. Наступного сезону вже грав у складі клубу АХЛ «Клівленд Баронс».
У 1963 він закінчив університет Денвера та отримав ступінь магістра. Оселився в Міннеаполісі, штат Міннесота, де влаштувався на роботу приєднавшись до компанії Honeywell Corporation та працював за програмою Apollo. Білл і його дружина Керол усиновили двох дітей, Скотта і Саллі.
У сезоні 1965/66 він повернувся до аматорського хокею та виступав за «Сент-Пол Стіє», а ще через рік отримав громадянство США і отримав право виступати за національну збірну США.
У сезоні 1967/68 він уклав контракт з клубом НХЛ «Міннесота Норт-Старс». 13 січня 1968 року під час матчу проти «Окленд Сілс» він отримав важку внутрішню черепно-мозкову травму, через те що він як і більшість гравців того часу виступав без захисного шолому, втративши свідомість. 15 січня не прохидячи до тями він помер у лікарні.
Загалом провів 38 матчів у НХЛ.

## Пам'ять
На його честь того ж року був заснований — Приз Білла Мастертона, яким нагороджується гравець, який проявив високий рівень спортивної майстерності та відданість хокею.

## Статистика
| Сезон        | Клуб                      | Ліга         | Регулярний сезон | Регулярний сезон | Регулярний сезон | Регулярний сезон | Регулярний сезон | Плей-оф | Плей-оф | Плей-оф | Плей-оф | Плей-оф |
| Сезон        | Клуб                      | Ліга         | І                | Г                | П                | О                | ШХ               | І       | Г       | П       | О       | ШХ      |
| ------------ | ------------------------- | ------------ | ---------------- | ---------------- | ---------------- | ---------------- | ---------------- | ------- | ------- | ------- | ------- | ------- |
| 1955–56      | «Св. Боніфатія Канадієнс» | МЮХЛ         | 22               | 23               | 26               | 49               | 16               | 4       | 4       | 2       | 6       | 2       |
| 1955–56      | «Св. Боніфатія Канадієнс» | МК           | —                | —                | —                | —                | —                | 6       | 3       | 5       | 8       | 2       |
| 1956–57      | «Св. Боніфатія Канадієнс» | МЮХЛ         | 30               | 23               | 30               | 53               | 16               | 7       | 8       | 10      | 18      | 2       |
| 1958–59      | «Денвер Пайнієр»          | ЗКХА         | 23               | 21               | 28               | 49               | 6                | —       | —       | —       | —       | —       |
| 1959–60      | «Денвер Пайнієр»          | ЗКХА         | 34               | 21               | 46               | 67               | 2                | —       | —       | —       | —       | —       |
| 1960–61      | «Денвер Пайнієр»          | ЗКХА         | 32               | 24               | 56               | 80               | 4                | —       | —       | —       | —       | —       |
| 1961–62      | «Галл-Оттава Канадієнс»   | СПХЛ         | 65               | 31               | 35               | 66               | 18               | 12      | 0       | 4       | 4       | 0       |
| 1962–63      | «Клівленд Баронс»         | АХЛ          | 72               | 27               | 55               | 82               | 12               | 7       | 4       | 5       | 9       | 2       |
| 1965–66      | «Сент-Пол Стіє»           | ХЛСШ         | 30               | 27               | 40               | 67               | 6                | —       | —       | —       | —       | —       |
| 1966–67      | США                       | ММ           | 23               | 10               | 29               | 39               | 4                | —       | —       | —       | —       | —       |
| 1967–68      | «Міннесота Норт-Старс»    | НХЛ          | 38               | 4                | 8                | 12               | 4                | —       | —       | —       | —       | —       |
| Усього в НХЛ | Усього в НХЛ              | Усього в НХЛ | 38               | 4                | 8                | 12               | 4                | —       | —       | —       | —       | —       |